# پاول ژهاک
پاول ژهاک (چکی: Pavel Řehák؛ زادهٔ ۷ اکتبر ۱۹۶۳) بازیکن سابق و مربی فوتبال اهل جمهوری چک است.
از باشگاه‌هایی که در آن بازی کرده‌است می‌توان به باشگاه فوتبال جف یونایتد چیبا، باشگاه فوتبال هوکایدو کونسادول ساپورو، باشگاه فوتبال یوکوهاما، و باشگاه فوتبال اسلاویا پراگ اشاره کرد.